# Matinées musicales
Matinées musicales is een compositie van Benjamin Britten.

## Geschiedenis
Het is een suite, die deels uit eerder geschreven muziek bestaat. Britten schreef voor de film The Tocher filmmuziek, maar kon niet alles in de vijf minuten durende film gebruiken. Uit de oorspronkelijke filmmuziek werd eerder Soirées musicales gehaald en een vijftal jaren later deze Matinées musicales. Er is echter één verschil; de Soirées werden eerst als suite voor orkest geschreven, de Matinées direct voor ballet. Lincoln Kirstein had George Balanchine gecontracteerd en zocht een “verlenging” van de Soirées ter uitvoering tijdens een tournee door Zuid-Amerika van beider American Ballet.

## Muziek
Net als Soirées is de muziek afgeleid van muziek van Gioacchino Rossini. En opnieuw zijn er vijf delen:
1. March (uit Guillaume Tell, Act III, Pas de soldats)
2. Nocturne (uit Soirées musicales van Rossini, nr. 10 La pesca)
3. Wals (uit Soirées musicales van Rossini, nr. 4 L’orgia)
4. Pantomine (uit Soirées musicales van Rossini, nr. 2 Il rimproveso)
5. Moto perpetuo (Gorgheggi e solfeggi)

De première van Soirées musicales vond dicht bij huis plaats (Londen), de eerste uitvoering van Matinées musicales vond plaats op 27 juni 1941 te Rio de Janeiro in het Teatro Municipale, leider van het balletorkest was Emanuel Balaban.

### Orkestratie
- 2 dwarsfluiten vaan 1 ook piccolo, 2 hobo’s, 2 klarinetten, 2 fagotten
- 4 hoorns (waarvan 2 ad lib), 2 trompetten, 2 trombones, 1 bastrombone of tuba
- pauken, 2 man/vrouw percussie (voor kleine trom, grote trom, bekken, woodblock, triangel, tamboerijn, 1 harp of  piano, 1 celesta of piano
- violen, altviolen, celli, contrabassen

## Discografie
De compositie kent ten opzichte van andere werken van Britten een beperkte discografie. Door Gramophone (gerenommeerd muziekblad) wordt aangeraden de opname uit 1956 van Adrian Boult en het London Philharmonic Orchestra verschenen op First Hand. Voor een typisch “balletorkest”is er de versie van Richard Bonynge en het National Philharmonic Orchestra.